# Charles Walker
Charles David Walker (* 29. dubna 1948 v Bedfordu, stát Indiana, USA), americký kosmonaut, 148. člověk ve vesmíru. Ve vesmíru byl třikrát.

## Život

### Mládí a výcvik
Střední školu v rodném Bedfordu ukončil v roce 1966, poté absolvoval vysokoškolské studium na Purdue University. Studium ukončil v roce 1971.
V týmu astronautů NASA byl v letech 1983 až 1985. Oženil se se Susan, rozenou Flowersovou a mají spolu dceru Catherine.

### Lety do vesmíru
Na oběžnou dráhu se v raketoplánech dostal třikrát a strávil ve vesmíru 14 dní, 20 hodin a 20 minut.
- STS-41-D Discovery (30. srpna 1984 – 5. září 1984), specialista pro užitečné zařízení
- STS-51-D Discovery (12. dubna 1985 – 19. dubna 1985), specialista pro užitečné zařízení
- STS-61-B Atlantis (26. listopad 1985 – 3. prosince 1985), specialista pro užitečné zařízení

### Po letu
Po roce 1997 pracoval pro společnost Boeing Co. ve Washingtonu.